# Nationaal park Töfsingdalen

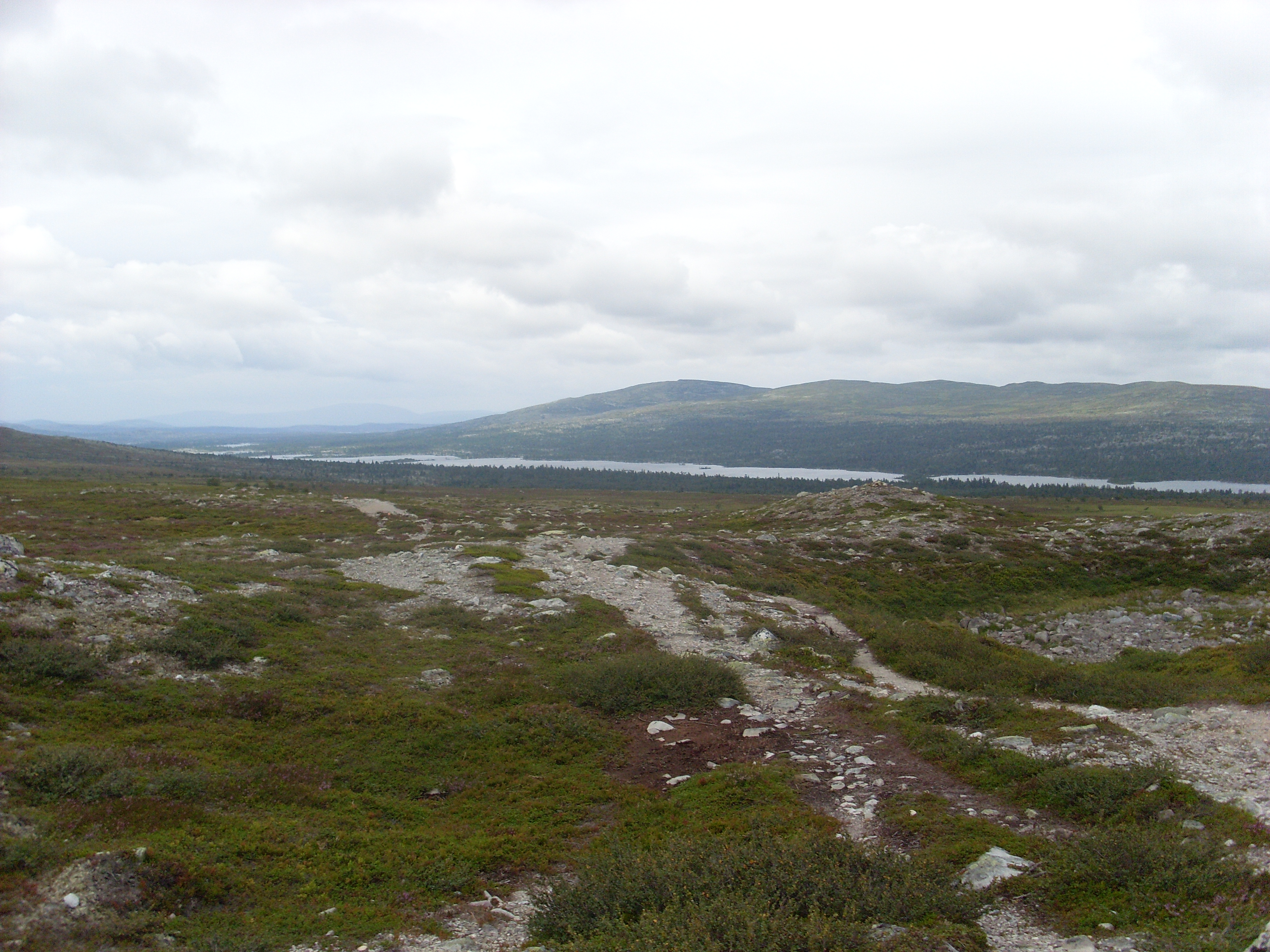
Het meer Hävlingen

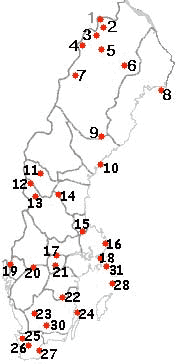
Töfsingdalen is nummer 12 op de kaart

Nationaal park Töfsingdalen (Zweeds: Töfsingdalens Nationalpark) is een nationaal park in Älvdalen in Dalarna (Zweden), opgericht in 1930.

## Natuur
Het bestaat voor een deel uit rotsen, deels uit een oud dennenbos, deels uit sparrenbos. Het hoogste punt is 892 meter. 
Veel van de bomen zijn tot 500 jaar oud en het bos is zilver van kleur door alle dode bomen. In het gebied komt de korstmossoort Letharia vulpina
voor. Daarnaast vinden we er onder meer de plataanbladige boterbloem (Ranunculus platanifolius) en de ratelaarsoort (Pedicularis sceptrum-carolinum). Dieren die er voorkomen zijn onder meer bruine beer (Ursus arctos), de veelvraat (Gulo gulo), de wolf (Canis lupus) en de steenarend (Aquila chrysaetos).

## Toerisme
Het gebied is moeilijk te bereiken en moeilijk begaanbaar. Daardoor is Töfsingdalen waarschijnlijk het minst bezochte nationale park van Zweden. Toch wordt het, samen met de aangrenzende beschermde gebieden - Rogen (Härjedalen} en Nationaal park Femundsmarka in Noorwegen - niet alleen vanuit oogpunt van natuurbescherming van belang geacht, maar ook voor de openluchtrecreatie.